# Olsen Mode
Die Olsen Mode GmbH ist ein deutsches Handelsunternehmen für Damenoberbekleidung mit Firmensitz in Hamburg.

## Geschichte

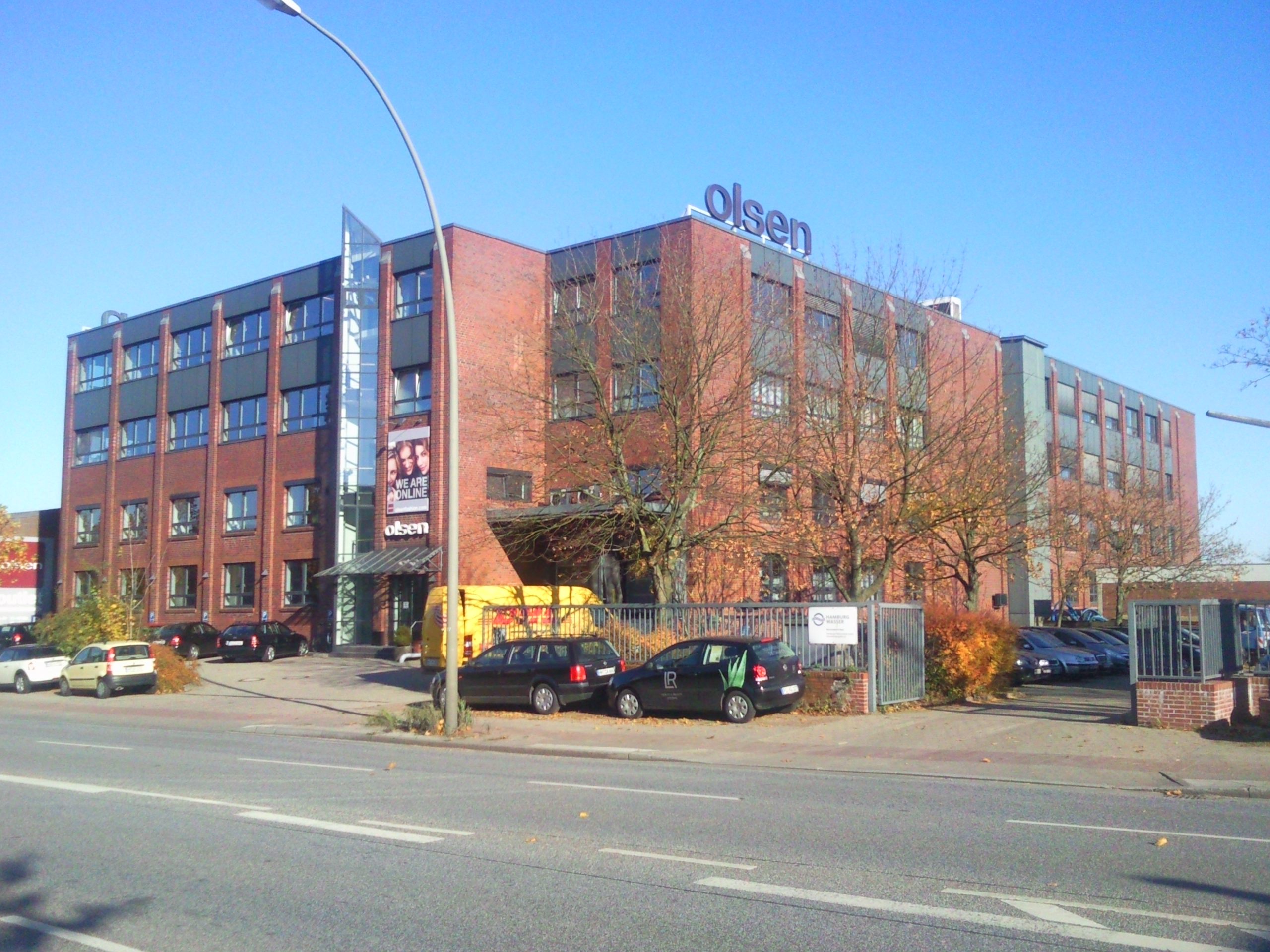
Ehemaliger Olsen Firmensitz in Hamburg

Seit 1901 befand sich die Firma Olsen im Familienbesitz und wurde von dem Hamburger Kaufmann Alfred L. Wolff gegründet, der weltweit Lebensmittelzutaten und -zusatzstoffe produzierte und handelte.
1959 begann dessen Sohn Manfred Wolff mit dem Import von Pullovern aus Fernost und legte damit den Grundstein für den Geschäftsbereich Fashion. Später baute Wolff verschiedene Kollektionen auf, die noch ohne Markennamen verkauft wurden.
Der Wollpullover mit der Artikelnummer P31 verkaufte sich über eine Million Mal. 1995 wurde die Marke Olsen auf den Markt gebracht. Die englische Zeitung Drapers Record verlieh Olsen den Fashion Retail Award: „Brand of the Year 1997“.
1998 erhielt Olsen auf der internationalen Modemesse in Poznań (Polen) die Goldmedaille in „Best woman´s suit“ der Poznan International Fair Ltd. für den besten Aussteller der polnischen Modewoche.
Zum 1. Januar 2000 wurde die mit dem Bereich Fashion die Olsen GmbH & Co. KG als 100-prozentige Tochtergesellschaft der Wolff & Olsen Holding-Gesellschaft gegründet und im gleichen Jahr Partnerstores in Moskau, Riga, Wien, Dubai eröffnet.
2004 begann die Vergabe von Lizenzen für Taschen, Tücher und Gürtel.
2004 eröffnete Olsen einen ersten Showroom in Frankreich.
2005 wurde der erste Olsen Store in Toronto eröffnet.
2010 übernahm Olsen den Hosenspezialisten Rosner unter dem Dach der Wolff & Olsen Gruppe.
Weltweit beschäftigte das Modeunternehmen Olsen GmbH & Co. KG zuletzt mehr als 600 Mitarbeiter und war in 30 Ländern vertreten. Olsen hatte 79 eigene Stores und wurde in ca. 3000 Boutiquen und Modehäusern weltweit angeboten.
Im Herbst 2013 wurden Unternehmensinsolvenzverfahren für die Wolff & Olsen Fashion GmbH & Co. KG und verbundene Unternehmen eröffnet. Ende November 2013 wurde die Marke Olsen von der niederländisch-schweizerischen Veldhoven Gruppe übernommen.
Ende 2015 verließ Michael Simon Olsen, und Manuela Stark übernahm den Posten als Geschäftsführerin.
Im Dezember 2016 wurde Olsen von Veldhoven an den Finanzinvestor Nord Holding verkauft. Michael Simon wird erneut als Geschäftsführer berufen.
2017 Eintritt in der US-Markt
2018 eröffnete Olsen einen eigenen Franchise-Stores in Deutschland im Kölner Rhein-Center. 

## Produkte
Die Kollektionen Strick/Shirt werden durch Blazer, Röcke, Hosen, Blusen, Outdoor und Accessoires ergänzt.

## Engagement
Die seit Herbst 2013 Olsen GmbH & Co.KG unterstützte zusammen mit dem Kinderhilfswerk Plan International durch die Initiative „Empowering Women Worldwide“ Textilprojekte in der Welt. Das erste Projekt begann 2008 in Vietnam. In Zusammenarbeit mit den Frauen aus dem vietnamesischen Dorf Van Ly entstand dort die Double Happiness Kollektion. Dabei haben Reisbäuerinnen ihre traditionelle Stickereikunst verfeinert und einer Kollektion mit limitierter Auflage eine persönliche Note gegeben. Die Teile der Kollektion sind mit dem altvietnamesischen Schriftzeichen für „doppeltes Glück“ bestickt. Das zweite Textilprojekt fand 2009 in Indien statt.

## Belege
1. 1 2  Jan Schroder: Nord Holding übernimmt Damenmodemarke Olsen fashionunited.de vom 27. Dezember 2016 (abgerufen am 12. September 2017)
2. ↑  Impressum Olsen Mode GmbH (abgerufen am 12. September 2017)
3. ↑  Axel Gerdau: Hamburger Unternehmer in USA verhaftet. (Memento vom 29. Dezember 2013 im Webarchiv archive.today) In: Hamburger Abendblatt, 29. Mai 2008 (Kennzeichnung online: Artikel erschienen am 29.06.2012).
4. ↑  Honigschmuggel, US-Justiz klagt Hamburger Firma an Hamburger Abendblatt vom 3. September 2009
5. ↑  indat.info Insolvenzen Amtsgericht Hamburg (abgerufen am 29. Dezember 2013)
6. ↑  Rettung für Damenmode Olsen, Insolventer Hamburger Händler hat mit Veldhoven einen neuen Eigentümer. Allerdings fallen 40 Stellen vor Ort weg Hamburger Abendblatt vom 21. November 2013